# 八角楼 (广东省)
八角楼，位于中国广东省云浮市罗定市金鸡镇大峒村，为罗定市文物保护单位，类型为古建筑，公布时间为1998年4月6日。
八角楼的历史年代为清代。